# Spirobranchus arabicus
Spirobranchus arabicus är en ringmaskart som beskrevs av Monro 1937. Spirobranchus arabicus ingår i släktet Spirobranchus och familjen Serpulidae. Inga underarter finns listade i Catalogue of Life.